# Klaus Terfloth
Klaus Terfloth (* 20. Mai 1929 in Düsseldorf; † 24. November 2010 in Bonn) war ein deutscher Diplomat.

## Leben
Von 1948 bis 1952 absolvierte Terfloth ein Studium der Rechtswissenschaften und legte die erste juristische Staatsprüfung im Jahr 1951 ab, gefolgt von der Promotion zum Dr. jur. im Jahr 1953.
Nach dem Eintritt in das Auswärtige Amt im Jahr 1953 legte er die Prüfung für den höheren Dienst im Jahr 1955 ab. Anschließend verbrachte er zwei Jahre als Attaché an der Gesandtschaft Amman in Jordanien und wurde 1957 an das Generalkonsulat Hongkong versetzt, wo er bis 1960 blieb und als Vizekonsul, sowie später ab 1959 als Konsul, fungierte.
Ab 1960 war er zwei Jahre lang an der deutschen Botschaft in Kuala Lumpur tätig. Wieder in Deutschland arbeitete Terfloth von 1962 bis 1965 im Auswärtigen Amt in Bonn, wobei er 1965 zum Legationsrat Erster Klasse befördert wurde. 1965 bis 1969 folgte ein Einsatz als Leiter des Konsulats Luanda im damals noch portugiesischen Angola. 1969 wurde Terfloth zum Leitenden Legationsrat befördert und war bis 1970 im Auswärtigen Amt im Referat 102 tätig.
Ab dem 2. Juli 1970 wurde er vom Auswärtigen Amt beurlaubt, um als Kabinettschef des deutschen Kommissars bei der Kommission europäischer Gemeinschaften seinen Dienst anzutreten. 1972 erfolgte die Beförderung zum Vortragenden Legationsrat Erster Klasse, bevor er, mit Zustimmung des Bundespräsidenten vom 27. Februar, 1973 den Botschafterposten in Yangon, Myanmar antrat. Die Überreichung des Beglaubigungsschreibens an den Staatschef und Vorsitzenden des Revolutionsrates der Union von Myanmar U Ne Win fand am 14. Mai 1973 statt. Der erste Botschafter der DDR in Myanmar, Klaus Kühnel, hatte sein Beglaubigungsschreiben bereits am 12. Mai 1973 überreicht. Terfloth blieb bis 1975, als er Leiter des Pressereferats im Auswärtigen Amt wurde, auf diesem Botschafterposten. 1977 wurde er Botschafter in Tunesien. Es folgten Botschafterposten in Pakistan (1980–1984) und Finnland (1984–1988). Am 9. Januar 1989 trat Terfloth den Botschafterposten in Rumänien an und bekleidete diesen bis zu seinem Ausscheiden aus dem diplomatischen Dienst am 1. Juli 1992.
Terfloth war verheiratet und hatte drei Kinder.